# 調布市立第七中学校
調布市立第七中学校（ちょうふしりつ だいななちゅうがっこう）は、東京都調布市にある公立中学校である。学びの多様化学校（いわゆる不登校特例校）に指定されている。

## 概要

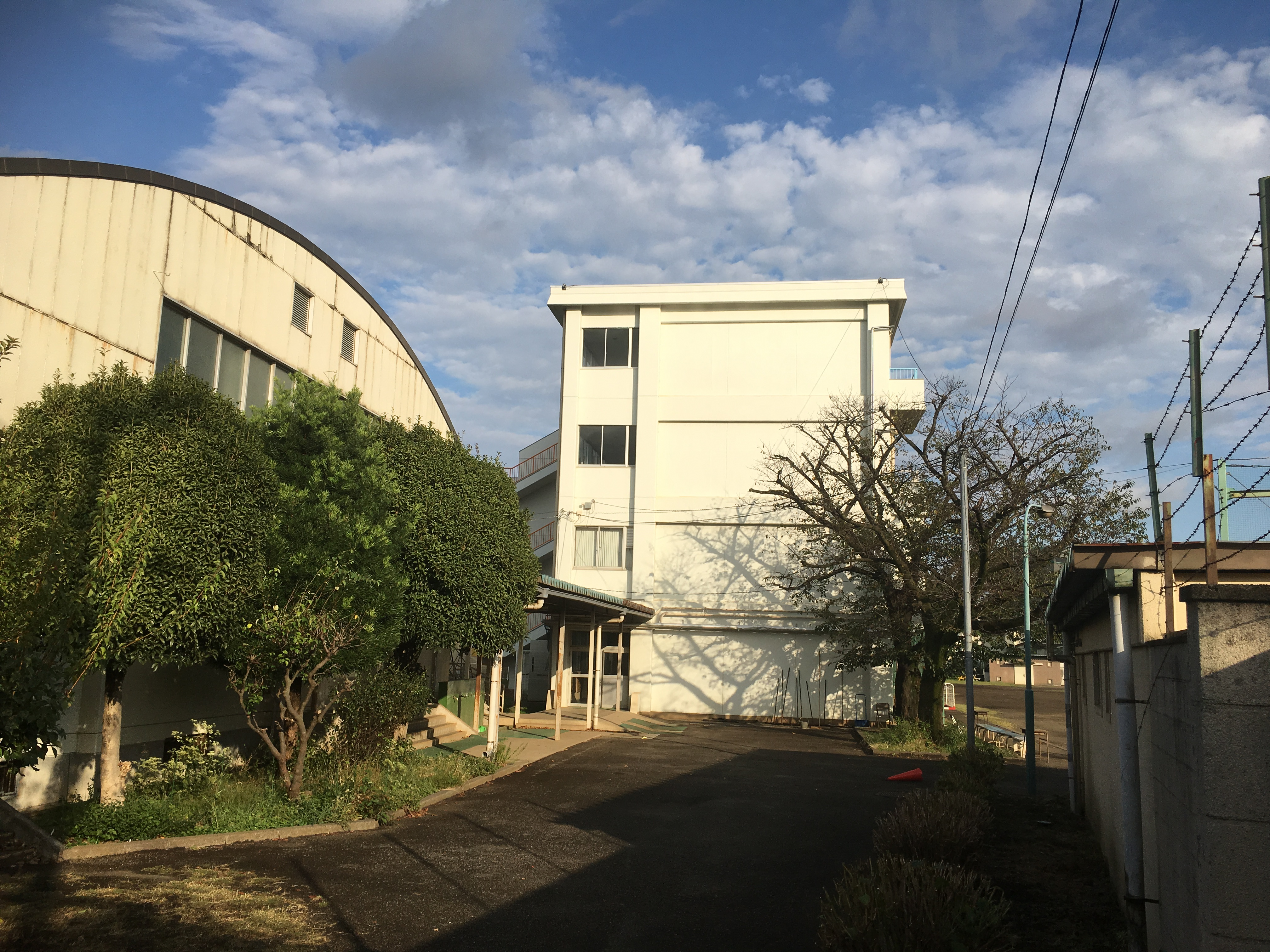
体育館と渡り廊下の様子

1976年に開校した調布市立の中学校。校訓は『自尊・立志・感動』である。
校内施設には飯盒炊飯が可能な「けやき庭」が設置されている。

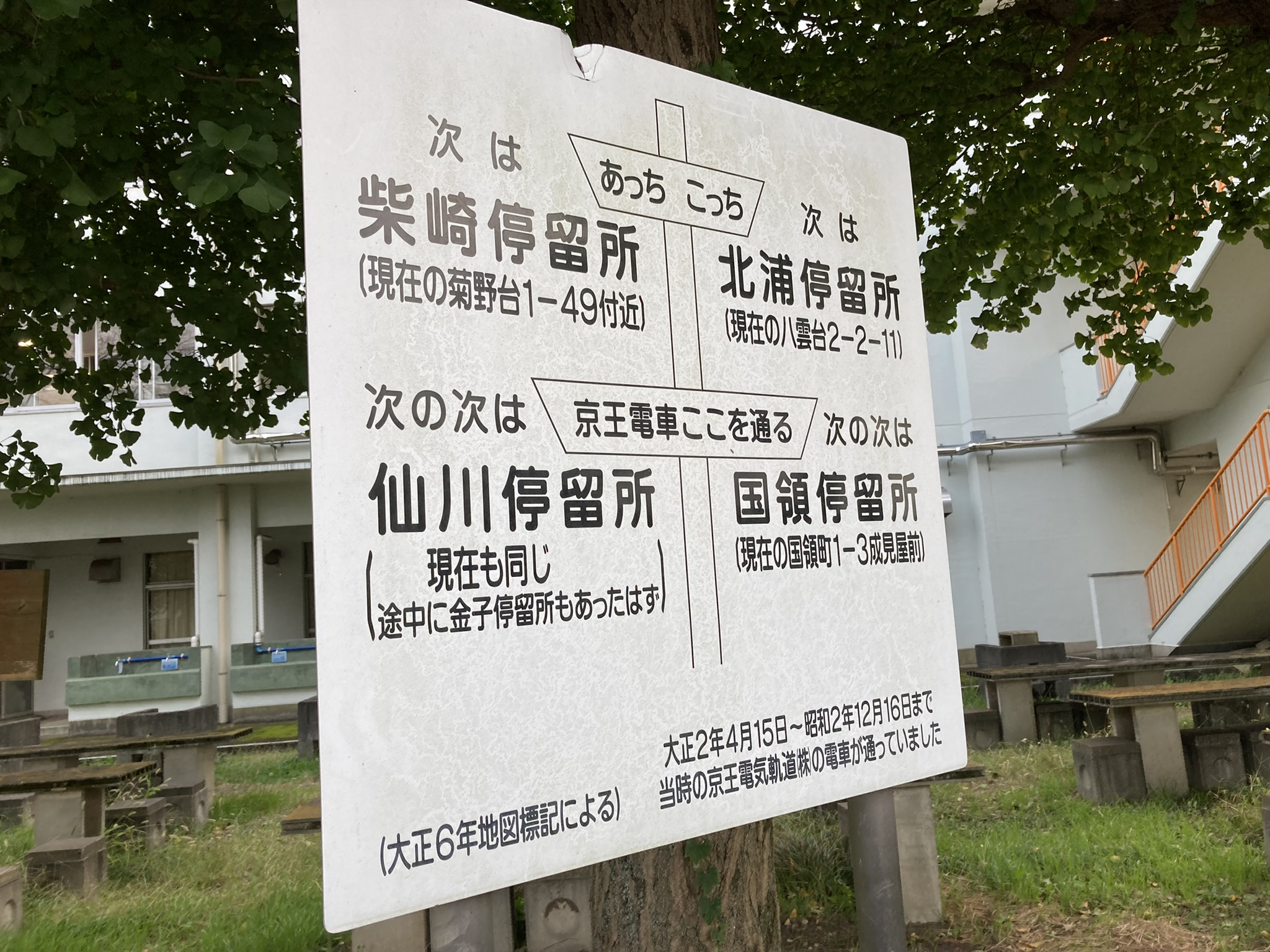
「京王電車ここを通る」の看板。後ろに映っているのが「けやき庭」。

この他、「京王線の碑」・「京王電車の碑」が設置されている。これには1927年まで甲州街道南側へ移設する前の京王線の線路が同校の敷地内を通っていた経緯がある。

## 沿革
- 1976年4月 開校
- 1976年6月7日 開校記念式典実施
- 1977年 校章、校歌制定
- 1986年 情緒障害学級（相談学級）を開設
- 2018年 不登校特例校として、はしうち教室を開設[4]

## 校歌
校歌は1977年3月に制定された
- 原作 - 阿部信子、中田一次、作成委員会[6]
- 作曲 - 中田一次[6]

## 部活動
いずれも2021年5月現在の情報である。
- テニス部
- 陸上競技部
- サッカー部
- 野球部
- バドミントン部
- バレーボール部
- バスケットボール部
- 卓球部
- 美術部
- 吹奏楽部
- 合唱部
- 将棋部
- 文芸部

この他、過去の部活動実績として、自然科学部が1979年、1983年に行われた全国学生顕微鏡観察コンクールで最優秀学校賞を受賞。1980年には調布市教育委員会から継続研究により表彰を受けている。

## 通学区域
- 調布市[8]
  - 布田（2丁目全域）、国領町（1丁目全域、2丁目1番地から3番地、7番地から10番地、13番地から15番地、18番地）、佐須町（1丁目1番地から14番地、2丁目1番地から29番地、3丁目全域、4丁目全域）、柴崎（1丁目1番地から47番地）、菊野台（1丁目47番地から56番地）、調布ケ丘（2丁目全域、3丁目5番地から40番地、45番地から74番地）、深大寺元町（2丁目4番地）、八雲台（1丁目全域、2丁目全域）

## 主な進学前小学校
- 調布市立八雲台小学校
- 調布市立上ノ原小学校
- 調布市立柏野小学校

## 著名な出身者
- 高橋清美（元競泳選手） - 自由形・バタフライの元日本記録保持者。1984年ロサンゼルスオリンピック、1988年ソウルオリンピックに出場

## 近隣の施設
- 甲州街道（国道20号）
- 調布警察署
- 調布郵便局

- 野川